# Chthonos tuberosa
Chthonos tuberosa är en spindelart som först beskrevs av Eugen von Keyserling 1886.  Chthonos tuberosa ingår i släktet Chthonos och familjen strålspindlar. Inga underarter finns listade i Catalogue of Life.